# Kinder Gottes (Film)
Kinder Gottes (Originaltitel Children of God) ist ein bahamaischer Independentfilm aus dem Jahr 2009 des Regisseurs Kareem Mortimer, von dem auch das Drehbuch stammt.

## Handlung
Der junge weiße und schüchterne Bahamaer Jonny studiert in der Hauptstadt Nassau Kunst und obwohl seine Technik ausgezeichnet ist, droht ihm der Verlust seines Stipendiums, da es in seinen Bildern an Emotionalität mangelt. Seine Dozentin gibt ihm jedoch noch eine Chance und schickt ihn auf die entlegenere Insel Eleuthera, wo er ein Landschaftsbild vom Lighthouse Beach, einem schwer zu erreichenden Strand, malen soll. Dort begegnet er dem gleichaltrigen Romeo, der alleine in einem Haus auf der Insel lebt. Romeo ist wie Jonny homosexuell, doch er hat in der konservativ-homophoben Umgebung noch kein Coming-out gewagt.
Am Abend begegnen sie sich in einer Bar wieder und Jonny legt Romeo Geld für einen Drink aus, verlässt die Bar aber, bevor Romeo ihm das Geld zurückzahlen kann. Romeo möchte das Geld jedoch unbedingt zurückgeben und sucht Jonny bei dessen Haus auf. Da er vorgibt stark angetrunken zu sein, bietet Jonny ihm an, die Nacht auf seiner Couch zu verbringen. Romeo will sich dafür revanchieren und Jonny am Tag darauf zum Lighthouse Beach bringen. Sie verbringen den ganzen Tag miteinander am Strand, wobei Jonny zunächst sehr zögerlich auf Romeo reagiert. Doch schließlich fasst Jonny Vertrauen und die beiden verlieben sich. Da sie den Lighthouse-Beach nicht erreicht haben, verspricht Romeo, Jonny am nächsten Tag dorthin zu bringen.
Am nächsten Morgen werden die beiden von Romeos Großmutter und seiner Mutter überrascht, doch Jonny kann das Haus verlassen, bevor die beiden ihn bemerken. Mit angereist ist Lonnette, mit der er eine Alibi-Beziehung führt.
Parallel dazu erzählt der Film von Lena, einer christlichen Aktivistin und ihrem Ehemann Ralph, die sich beide gegen Schwulenrechte engagieren. Lena erfährt von ihrem Arzt, dass sie an einer Geschlechtskrankheit erkrankt ist und Medikamente dagegen nehmen muss. Schockiert konfrontiert sie Ralph damit, doch dieser will nicht zugeben, dass er ihr untreu war, und macht ihr stattdessen Vorwürfe. Tatsächlich aber hat sich Ralph bei männlichen Sexpartnern angesteckt.
Nach dem Streit mit ihrem Mann verlässt Lena Nassau und setzt nach Eleuthera über, wo sie Unterstützer für ihre Kampagne werben möchte.
Die Wege von Jonny, Romeo und Lena kreuzen sich auf einem Grillfest am Strand, wo Lena Unterschriften sammelt. Romeo besucht das Fest mit Lonnette und als Jonny das Gespräch mit ihm sucht, stößt er ihn weg und gibt vor, ihn nicht zu kennen.
Am nächsten Tag findet im Gemeindehaus eine Versammlung statt, bei der Lena eine hasserfüllte Rede gegen Homosexuelle hält. Jonny erhebt sich, widerspricht ihr und erhält unerwartete Unterstützung vom Pfarrer, der seiner Gemeinde erklärt, jeder Mensch sei ein Kind Gottes.
Später besucht Romeo noch einmal Jonny, sie streiten sich über Romeos Verhalten, Jonny verlässt die Insel und kehrt nach Nassau zurück.
Am Abend findet im Haus des Pfarrers ein Essen mit Lena, Ralph, Romeo, den beiden Frauen aus seiner Familie und Lonnette statt, bei dem Romeo den Mut findet, sich zu outen.
Romeo beschließt schließlich, Jonny nachzufolgen und seine wahre Identität zu akzeptieren. Doch als Jonny auf dem Weg zum vereinbarten Treffpunkt ist, wird er von einem Jugendlichen niedergestochen. Er stirbt kurz darauf im Krankenhaus und Romeo wartet vergeblich auf ihn.

## Hintergründe
Homosexualität ist auf den Bahamas zwar nicht illegal, doch Homophobie ist weit verbreitet. Vier Jahre vor dem Erscheinen von Kinder Gottes wurde beispielsweise Brokeback Mountain von der Zensurbehörde des Landes verboten. Trotzdem eröffnete Kinder Gottes im Jahr 2009 das Internationale Filmfestival der Bahamas.
Der Film benutzt einige Fernsehausschnitte von tatsächlichen Protesten gegen ein Kreuzfahrtschiff mit Homosexuellen aus dem Jahr 2004. Als das Schiff der bekannten US-amerikanischen Moderatorin und Unternehmerin Rosie O’Donnell in Nassau anlegte, kam es dort zu Demonstrationen.
Der Produktion von Kinder Gottes ging im Jahr 2007 ein Kurzfilm mit dem Titel Float voraus, der eine ähnliche Geschichte erzählt. Romeo wurde auch im Kurzfilm von Stephen Tyrone Williams gespielt, die meisten anderen Charaktere wurden jedoch anders besetzt.

## Veröffentlichung
Der Film ist im Dezember 2010 im deutschsprachigen Raum bei Pro-Fun Media auf DVD ohne Ländercode als Originalfassung mit Untertiteln erschienen; eine deutsche Synchronfassung existiert nicht. Die DVD beinhaltet neben einigen Deleted Scenes auch einen Audiokommentar von Regisseur Mortimer. International wurde der Film erst am 7. Juni 2011 durch TLA Releasing auf DVD veröffentlicht.

## Auszeichnungen
Kinder Gottes nahm bei etlichen Filmfestivals teil und wurde unter anderem bei den folgenden ausgezeichnet:
- 7. BendFilm Festival: Bester Spielfilm (Best feature)
- Honolulu Rainbow Film Festival 2010: Bester Spielfilm (Best feature)[6]
- trinidad+tobago film festival 2010: Bester Spielfilm (Best feature film), Publikumspreis bestes Drama (Best dramatic feature)[7]
- Atlanta’s Out on Film: Bester Film (Best film), Beste Regie (Best director), Bester Schauspieler (Best actor) für Johnny Ferro in der Rolle des Jonny[8]
- Schwule Filmwoche Freiburg: Lieblingsfilm des Publikums, Platz 3 (Note 1,60)